# Melek + ich
Melek + ich ist ein queerer Science-Fiction-Comic von Lina Ehrentraut. Sie erzählt darin von Nici, die in einem künstlichen Körper parallele Welten bereist. In einer davon trifft sie auf eine Version ihrer selbst. Die beiden verlieben sich ineinander und gehen schnell eine Beziehung ein. Melek + ich wurde 2021 von Edition Moderne herausgebracht. Der Comic wurde in weitere Sprachen übersetzt, erhielt einen Max-und-Moritz-Preis und wurde von Kritikern größtenteils positiv besprochen.

## Inhalt
Als die junge Physikerin Nici abends bei einem Cocktail in einer Kneipe sitzt, bringt sie ein anderer Gast auf eine Idee. Sie macht sich daran, einen künstlichen Körper nach ihrem Schönheitsideal zu erschaffen. Sie selbst hat kurze, blonde Haare und ist kompakt gebaut; der von ihr gebaute Körper, den sie Melek nennt, ist eine große Frau mit langen, schwarzen Haaren. Mit Hilfe einer weiteren Maschine kann sie in deren Haut schlüpfen, indem sie ihr Bewusstsein in Melek überträgt, um in parallele Dimensionen reisen zu können. In einer dieser alternativen Welten begegnet sie in Meleks Körper sich selbst, in einer Version der Kneipe, in der die Geschichte ihren Anfang nimmt und in der ein großer Teil der Handlung stattfindet. Ihre alternative Version arbeitet hier als Barkeeperin. Die beiden fühlen sich sofort zueinander hingezogen. Noch am selben Abend haben sie Sex und gehen schnell eine leidenschaftliche Beziehung miteinander ein, die von ihren Gegensätzen geprägt ist. Während Melek (beziehungsweise die „erste“ Nici)  in ihrem Alltag klar strukturiert und diszipliniert vorgeht, lebt (die „zweite“) Nici im Moment, ist spontan, chaotisch, unordentlich und hat keinerlei größere Ambitionen für ihr Leben. Melek trägt ausschließlich zurückhaltende und schwarze Kleidung, Nici hingegen zieht sich bunt und ausgefallen an. Durch einen Unfall wird das in Melek übertragene Bewusstsein wieder in die ursprüngliche Dimension zurück geschleudert und Melek bleibt vermeintlich tot zurück. Nici setzt sich das Ziel, wieder zurückzukehren.

## Stil
Laut Ehrentraut ist die Begegnung mit sich selbst ein „sehr präsentes Thema, […] auch in Zeiten von Selbstoptimierung oder den Entwicklungen sozialer Medien“. Melek + ich sei sehr persönlich, aber nicht autobiografisch geprägt. Als Grund für die explizite Darstellung von Sex nennt sie, dass es „einfach viel zu wenig Darstellungen von nicht-hetero Sex von nicht-cis Personen“ gebe. Melek + ich ist größtenteils in Schwarz-Weiß gehalten. Der minimalistische Stil wirkt stellenweise skizzenhaft und lässt viele Freiräume. Die meist klare Linienführung wird regelmäßig unterbrochen, um etwa Gefühlsausbrüche oder abrupte Bewegungen in wilden und gezackten Linien darzustellen. Besonders wichtige und gefühlsintensive Momente, beispielsweise beim Sex oder während der interdimensionalen Reise, hebt Ehrentraut mit einem gegensätzlichen Stil hervor. Hier setzen sich die Bilder aus bunten Farben, abstrakten Formen und Symbolen zusammen, die die Seiten vollständig ausfüllen und gänzlich ohne Text auskommen.

## Veröffentlichungen
Melek + ich erschien 2021 bei Edition Moderne und ist Ehrentrauts kommerzielles Comic-Debüt. Das Titelbild zeigt mittig Melek, die auf einem Barhocker sitzt. Rechts von ihr steht Nici, die beide Hände auf Meleks Oberschenkel liegen hat. Der Titelschriftzug zieht sich vertikal an der langen Seite am linken Bildrand entlang. Die beiden Wörter des Titels sind in entgegengesetzter Richtung geschrieben. Canicola veröffentlichte 2022 eine italienische Übersetzung als io e melek. Im April 2023 folgte bei Même Pas Mal eine französische Ausgabe unter dem Titel Melek + Moi. Die ausgefallenen Designs für die Kleidung von (der „zweiten“) Nici stammen von Ehrentraut, die sie parallel zur Veröffentlichung von Melek + ich im Selbstverlag als Interdimensional Love Affairs vorstellte.

## Auszeichnung
Für Melek + ich erhielt Ehrentraut 2022 einen Max-und-Moritz-Preis als „Bestes deutschsprachiges Comic-Debüt“ (zusammen mit Pfostenloch von Daniela Heller und Who's the Scatman? von Jeff Chi). Selten sei ein Debüt „so lebendig und bei aller Unfertigkeit so stark“ ausgefallen. Weiter hält das Preiskomitee fest, dass Ehrentraut mit ihren „rüden schwarzen Strichen“ Emotionen so klar zeichnet, dass die Hauptfiguren wie „offene Bücher wirken“. Lesbische Beziehungen seien allgegenwärtig und normal, sodass „kein Wort darüber verloren wird“. Sexszenen stelle sie so explizit dar, dass einzelne Seiten fast schon pornografisch wirkten.

## Kritiken
In Melek + ich geht es um eine „Reise zum Ich“, urteilt Christian Neubert für das Titel-Kulturmagazin. Die Science-Fiction-Elemente dienten dazu, um von „beiden Seiten einer Medaille zu erzählen, die im Hier und Jetzt geprägt wird“. Der Comic erzähle von „Lebensentwürfen, von […] Entscheidungen, von Selbstoptimierung und Ich-Entfaltung“. Ehrentraut finde für Melek + ich „lebendige Worte mit Drive und Witz“. Der vorwiegend reduzierte Stil werde nur unterbrochen, „wenn’s zur Sache geht“. In solchen Momenten würden die Zeichnungen „explodieren […], bis das Figürliche aufgehoben ist und Formen und Farben verlaufen“. Die Geschichte könne man als „Science-Fiction-Comic lesen, als queeren Comic, als Coming-Of-Age-Comic“.
Ähnlich urteilt Lars von Thörne im Tagesspiegel. Ehrentraut nutze die Prämisse für „eine im Hier und Jetzt verankerte Erzählung mit viel Witz, in der es auf kluge […] Weise um […] Identität, unterschiedliche Lebensentwürfe sowie Liebe und Selbstliebe geht“. Neben den „lebensnahen Dialogen“ würden insbesondere die Illustrationen den Comic zu einer „aufregenden Lektüre“ machen. Die Zeichnungen wirkten auf den ersten Blick „roh und chaotisch“, passten auf den zweiten Blick allerdings gut zur Erzählung. Mit Blick auf die Charakterentwicklung sei es charmant, wie die „Wissenschaftlerin Nici anfangs abschätzig auf Barkeeperin Nici als etwas minderbemittelte Version ihrer selbst schaut, sich aber dann von deren Lebensfreude […] anstecken lässt“. Mit Melek + ich habe Ehrentraut ihren „prägnanten Stil weiterentwickelt“ und erweise sich damit als eine der „interessantesten jüngeren Stimmen der deutschen Comicszene“.
Ehrentraut spiele in Melek + ich nicht nur mit Identitäten, sondern sie stelle das „Konzept der Selbstliebe plakativ dar und möchte damit auch dem allgegenwärtigen Selbstoptimierungswahn […] gegensteuern“. Weiter schreibt Michaela Pichler für FM4, dass die Erzählung auch als klassische Beziehungsgeschichte funktioniert, hält man sich allerdings die Parallelwelt vor Augen, „datet die Wissenschafterin und Erfinderin […] einfach nur eine weitere Version ihrer selbst“. Durch den Wechsel zwischen den einfach gehaltenen Zeichnungen und „expressive[n] Gemälde[n], die aus allen Farben des Regenbogens bestehen“, lasse der Comic die Grenzen zur bildenden Kunst verschwimmen.
Andreas Platthaus beschreibt den Comic in der Frankfurter Allgemeinen Zeitung als authentisch, bis „hin zu einem so schmerzhaften sprachlichen Quatsch wie dem Wort ‚Freund*innenschaft‘“. Dass man Ehrentrauts Stil sowohl inhaltlich als auch grafisch nur schwer einordnen könne, sei ein Zeichen der Qualität. Zur Diversität trügen nicht nur Themen wie „[l]esbische Liebe, Körpertausch [oder] Migration durch Parallelwelten“ bei, sondern auch das „stilistische Wechselspiel“. Zwischen ihre schwarz-weißen Illustrationen schneide sie „knallbunt gemalte Bildsequenzen“ dazwischen, die mal „abstrakt wie bei Kandinsky, dann wieder symbolisch wie bei Keith Haring“ ausfielen.